# مؤيد الدين أيابا
مؤيد الدين أيابا (توفي في تموز 1174 م) كان أمير نيسابور من حوالي عام 1154 حتى وفاته. على الرغم من خضوعه اسميًا لسلاجقة خراسان، إلا أنه كان يتصرف كحاكم مستقل. وبسبب سيطرته على معظم خراسان، أطلق عليه المؤرخ ابن فندق لقب "سلطان خراسان، ملك الشرق".

## إنشاء السلطة
كان أيابا غلامًا للسلطان السلجوقي سنجر، الذي حكم في مرو . بعد أن استولى سنجر على يد مجموعة من البدو الغزية في عام 1153، سقطت إمبراطوريته بسرعة في حالة من الفوضى حيث اجتاحت قبائل الغزية معظم المناطق المستقرة. حاول أمراء سنجر استعادة النظام من خلال الاعتراف بسليمان شاه سلطانًا. وأظهر سليمان شاه بسرعة أنه غير قادر على التعامل مع الغزية فهرب؛ ثم قام الأمراء بتعيين محمود خان القراخاني في مكانه، لكنه لم يكن أفضل حالًا.
وبما أن الحكومة المركزية لم تتمكن من استعادة النظام بمفردها، فقد أصبح أيابا حرًّا في اتباع سياسة مستقلة إلى حد كبير في خراسان. فطرد الأتراك الغزية أولًا من نيسابور، وطوس، ودامغان، والعديد من المدن الأخرى. ومن خلال خفض الضرائب واسترضاء أصحاب الأراضي، تمكن من بناء سمعة طيبة وتوسيع نفوذه على جزء كبير من خراسان. بعد تعيين محمود خان سلطانًا، قاوم أيابا في البداية الخضوع له؛ وبعد مفاوضات مطولة، أُقنِع بأن يصبح تابعًا لمحمود، على الرغم من احتفاظه بحكمه المستقل للمدن التي يديرها.

## في عهد محمود خان
كان سنجر قد هرب من أسر الغزية في عام 1156، لكنه توفي بعد عام؛ وقبل وفاته أكد محمود خان كخليفة له. ورغم ذلك، لم يكن محمود خان قادرًا على فرض أي سيطرة فعالة على أيابا، واضطر إلى التعامل معه كأطراف متساوية. وكان الأخير قد ذهب إلى الحرب بعد وفاة سنجر ضد اختيار الدين أي طاق، وهو أمير آخر كان في السابق أحد غلمان سنجر. تلقى أي طاق المساعدة من الباونديين في طبرستان، لكنه هُزم على الرغم من ذلك على يد جيوش أيابا ومحمود خان واضطر إلى عقد السلام معهم في عام 1158 م.
بعد الحرب مع أي طاق، حاول أيابا ومحمود خان قمع عصابات الأاتراك الغزية التي تمركزت في أجزاء مختلفة من خراسان. لكن الأتراك تمكنوا من هزيمتهم ثم انتقلوا إلى الهجوم. وبعد احتلالهم لمرو، تحركوا نحو أراضي أيابا، وهاجموا سرخس وطوس. علاوة على ذلك، عرضوا خدماتهم على محمود خان، الذي اعتبرهم وسيلة مفيدة للسيطرة على سلطة أيابا فقبلها.
واصل الأتراك الغزية الضغط على أيابا، حتى أنهم تمكنوا من احتلال نيسابور مؤقتًا في عام 1159. لكن سرعان ما انتعشت أحوال أيابا، وتمكن من استعادة عاصمته في نفس العام. ثم بدأ حملة تطهير ضد الأفراد الذين لم يعجبهم حكمخ، مثل رئيس الشيعة العلوي في نيسابور. وفي عام 1161، حاول محمود خان التخلي عن تحالفه مع الغز وإحلال السلام مع أي أبا، الذي ألقى القبض عليه وأعماه قبل أن يسجنه هو وابنه. وبعد ذلك بعامين، أصبح يلقي الخطبة لنفسه فقط.

## التوسع والوفاة
بعد سجن محمود خان، حاول أيابا بشدة توسيع نطاق نفوذه. في عام 1163 تلقى هدايا ونُصب [الإنجليزية] من السلطان السلجوقي في همدان، أرسلان شاه، وأدرج أيابا اسمه بعد ذلك في الخطبة، على الرغم من أن السلاجقة لم تكن لديهم سلطة فعالة عليه. خلال هذه الفترة انخرط في نزاعات حدودية مع الغوريين. كما استولى على قومس من الباونديين، على الرغم من أنهم تمكنوا من استعادة المقاطعة في عام 1164. وفي العام نفسه، توفي أمير هرات، وسلم المواطنون المحليون المدينة إلى أيابا، على أمل أن يتمكن من حمايتهم من غارات الأتراك الغزية. كما شن حملات ضد الغزية في مرو وسرخس.
في منتصف ستينيات القرن الثاني عشر، بدأت الجيوش الخوارزمية في شن غارات على خراسان. كان أيابا يخشى أن يتحركوا ضده في نهاية المطاف، فكتب عن هذه المسألة في عام 1167 إلى صديقه شمس الدين إلدكز، أتابك أذربيجان و"حامي" السلاجقة في همدان. رد إلدكز بالكتابة إلى الخوارزمشاه، محذرًا إياه من أن خراسان تشكل جزءًا من أراضي السلاجقة.
في عام 1174، قاد أيابا حملة استكشافية إلى خوارزم بعد نداء طلب المساعدة من السلطان شاه [الإنجليزية] الخوارزمي النازح حديثًا، والذي فقد عرشه أمام أخيه تكيش. لسوء حظ أيابا، هُزم جيشه على يد قوات تكيش، وقُبض عليه وقُتل. وفي نيسابور خلفه ابنه طوغن شاه.

## ملحوظات
1. ↑  Biran, p. 56
2. ↑  Bosworth, p. 155
3. ↑  Bosworth, p. 134
4. ↑  Bosworth, pp. 155-6
5. ↑  Bosworth, p. 156
6. ↑  Bosworth, p. 185
7. 1 2  Bosworth, p. 186
8. ↑  Bosworth, p. 187
9. ↑  Bosworth, p. 178
10. ↑  Biran, p. 56; Bosworth, p. 189